# (29053) Muskau
(29053) Muskau (4466 T-2) – planetoida z pasa głównego asteroid okrążająca Słońce w ciągu 7,79 lat w średniej odległości 3,93 j.a. Odkryta 30 września 1973 roku.